# چوب غوشه
چوب غوشه (لهستانی: Brzezina) که گاهی به‌صورت «جنگل غان» نیز ترجمه شده‌است، یک فیلم درام به کارگردانی آندری وایدا است که در سال ۱۹۷۰ منتشر شد. از بازیگران آن می‌توان به دانیل اولبریخسکی، اولگیرد ووکاشِـویچ، امیلیا کراکوفسکا، و مارک پرپچکو اشاره کرد.

## خلاصهٔ داستان
داستان فیلم دربارهٔ مردی به نام «بولِسلاو» است که پس از مرگ همسرش، به‌همراه تنها دخترش «اُلا» در کلبه‌ای جنگلی زندگی می‌کنند و روزهایش را، با اندوه و غم فراوان سپری می‌کند. کمی بعد، برادرش «استانیسواو» که مراحل پایانی بیماری علاج‌ناپذیر سل را طی می‌کند، نزد آنها می‌آید؛ چون تصمیم دارد آخرین روزهای زندگی‌اش را در شادی و لذت بگذراند و از هر لحظه و موقعیتی استفاده کند. بولِسلاو در آغاز از دیدن برادرش و روحیه شاداب او خشنود است، اما کمی بعد در می‌‌یابد که دیگر نمی‌تواند رفتارهای سبکسرانه و خنده‌ها و شادی‌های بی‌حدوحصر او را تحمل کند. در این حین «استانیسواو» عاشق «مالینا» دختر همسایه می‌شود که نامزد دارد و کمی بعد می‌میرد. جسد «استانیسواو» را در کنار مقبرهٔ همسر بولِسلاو دفن می‌کنند که بالای آن صلیبی چوبی از درخت توس (غان) قرار داده شده‌است. مرگ برادر، سبب می‌شود تا نیروی حیات و گذر از غم‌ها به بولِسلاو بازگردد و میل به زندگی دوباره در او زنده شود.